# Sikorsky S-38

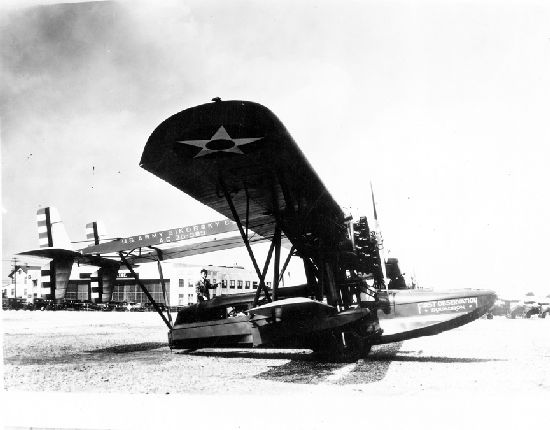
Sikorsky C-6A, 30. léta 20. století

Sikorsky S-38 byl dvoumotorový devítimístný obojživelný létající člun. Pro společnost Sikorsky, která jeho výrobu zahájila v květnu 1928, byl prvním sériově vyráběným obojživelným hydroplánem, který úspěšně sloužil pro Pan American World Airways a Armádu Spojených států.
Letadlo bylo schopné nést dvoučlennou posádku a až 9 cestujících se zavazadly. Mohlo vzlétnout ze země i z vodní hladiny a plně naložené stoupat rychlostí až 300 m za minutu. Maximální rychlost letu byla 210 km za hodinu.
V roce 1929 plukovník Charles Lindbergh použil S-38 k zahájení letecké poštovní služby mezi Spojenými státy a Panamským průplavem. Námořnictvo Spojených států objednalo dva letouny a Pan Am byl prvním zákazníkem.
Uvádí se, že žádný další tehdejší obojživelník neměl srovnatelné výkonnostní charakteristiky. Letadla S-38 byla následně provozována po celém světě a odhaduje se, že celková délka jejich letů by odpovídala asi tisíci obletů kolem světa.

## Hlavní technické údaje
Nejdůležitější technické parametry jsou následující:
- Posádka: 2
- Kapacita: 9 cestujících
- Délka: 11 m
- Rozpětí: 21,8 m
- Výška: 4,22 m
- Plocha křídel: 66,8 m²
- Hmotnost prázdného letounu: 2 951 kg
- Maximální vzletová hmotnost: 4 658 kg
- Pohon: 2 × devítiválcový vzduchem chlazený hvězdicový motor Pratt & Whitney R-1340 Wasp, každý o výkonu 400 hp (298 kW)

- Nejvyšší rychlost: 200 km/h
- Dostup: 5000 m
- Dolet: 1000 km

## Varianty
Letoun byl vyroben a provozován v několika variantách:
- S-38A: postaveno 11 kusů
- S-38B: desetimístný model, 80 kusů
- S-38C: 12místný model, deset postavených letadel
- C-6: označení pro hodnocení S-38A United States Army Air Forces, jeden letoun později používán pro přepravu VIP osob
- C-6A: označení armádního letectva Spojených států pro C-6 s menšími změnami, postaveno deset letadel
- XPS-2: označení pro S-38A používané United States Navy, dva letouny později přestavěné na transportní XRS-2
- PS-3: označení United States Navy pro S-38B, čtyři letouny později přestavěné na transportní RS-3
- XRS-2: označení United States Navy pro dva XPS-2 přeměněné na transportní
- RS-3: označení United States Navy pro transportní verzi S-38B (tři letouny) a konverzi z PS-3